# Tarache areloides
Tarache areloides là một loài bướm đêm thuộc họ Noctuidae. Nó được tìm thấy ở Arizona và New Mexico.
Chiều dài cánh trước là 12–14 mm for both males và đối với con cái. Con trưởng thành bay từ tháng 7 đến tháng 9 tùy theo địa điểm.

## Hình ảnh

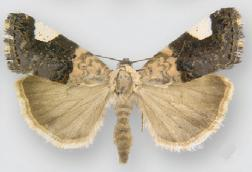